# Thrinchostoma rubrocinctum
Thrinchostoma rubrocinctum là một loài Hymenoptera trong họ Halictidae. Loài này được Benoist mô tả khoa học năm 1957.